# Stadtwerke Bad Langensalza
Die Stadtwerke Bad Langensalza GmbH (kurz: SWL) ist ein Versorgungsunternehmen für elektrische Energie, Erdgas und Fernwärme  mit Sitz in Bad Langensalza.

## Geschichte

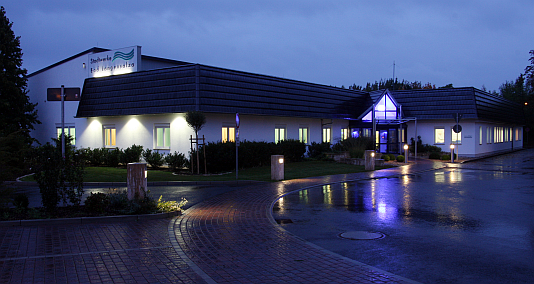
SWL Frontansicht

1992 wurde die Energieversorgung Bad Langensalza GmbH gegründet und 1998 in die Stadtwerke Bad Langensalza GmbH (SWL) umbenannt. Aufgrund der gesetzlichen Anforderungen wurde im Jahr 2006 zusätzlich die Stadtwerke Bad Langensalza NETZ GmbH (SWLN) gegründet, die ab 2007 als Netzgesellschaft für die Strom- und Gasnetze zuständig ist. Die Netzgesellschaft ist eine 100%ige Tochtergesellschaft der SWL.

## Unternehmen
Die Stadtwerke Bad Langensalza GmbH ist ein kommunales Unternehmen das neben der Stadt Bad Langensalza und den Ortsteilen auch  über die Region hinaus Kunden mit Strom, Erdgas, Fernwärme und Dienstleistungen versorgt. Das Kundenzentrum befindet sich im Illebener Weg 11 a. Dort erhalten Kunden Produkt-, Preis- und Rechnungsinformationen sowie  Beratungen.
An der Stadtwerke Bad Langensalza GmbH sind mit 60 % die Stadt Bad Langensalza und mit 40 % die Thüringer Energie AG beteiligt.

## Geschäftsfelder

### Strom
Die SWL bietet neben den Grundversorgungstarifen der Allgemeinen Preise weitere  Strompreismodelle (Festpreis-, Laufzeit-, Ökostrom-Sonderabkommen) an.
Sie ist Grundversorger in der Stadt und den Ortsteilen von Bad Langensalza.

### Erdgas
Auch im Gas bietet die SWL neben den Grundversorgungstarifen der Allgemeinen Preise weitere  Gaspreismodelle (Festpreis-, Laufzeit-, Kombi-Sonderabkommen) an.
Sie ist Grundversorger in der Stadt Bad Langensalza und den Ortsteilen Waldstedt und Zimmern.
Die SWL betreibt eine Erdgastankstelle und bietet Förderprogramme an.

### Fernwärme
Die SWL versorgt im Stadtgebiet ca. 1.300 Haushalte und öffentliche Einrichtungen mit Fernwärme, die in 2 eigenen Kraft-Wärme-Kopplungsanlagen sowie 2 Heizhäusern erzeugt wird. Des Weiteren betreibt die SWL mehrere Contractinganlagen. 

## Belege
1. ↑  Stadtwerke Bad Langensalza GmbH
2. ↑  Stadtwerke Bad Langensalza NETZ GmbH
3. ↑  Stadtwerke Bad Langensalza NETZ GmbH – Geschichte

Koordinaten: 51° 6′ 5,8″ N, 10° 39′ 16,9″ O